# Kusaka Genzui
Kusaka Genzui est un nom japonais traditionnel ; le nom de famille (ou le nom d'école), Kusaka, précède donc le prénom (ou le nom d'artiste).
Kusaka Genzui (久坂 玄瑞) (1840 - 20 août 1864) est un samouraï japonais du domaine de Chōshū actif durant l'époque du Bakumatsu et fervent partisan du mouvement anti-étranger sonnō jōi. Les troupes du domaine de Satsuma le tuent à 24 ans lors d'une bataille aux alentours du palais impérial de Kyoto.

## Biographie
Kusaka Genzui est né avec le prénom Hidezaburō en 1840 à Hagi, au Japon, dans la province de Nagato appartenant au domaine de Chōshū. Il est le troisième fils du médecin Kusaka Ryōteki et de sa femme Tomiko. Leur fils aîné se nomme Genki (ja), et leur deuxième meurt en bas âge. La famille appartient à une famille samouraï de 7e rang et reçoit un revenu de seulement 25 koku.
Dès son jeune âge, Genzui apprend par cœur les Quatre Livres et Cinq Classiques dans un juku privé où Takasugi Shinsaku est aussi scolarisé. Il étudie ensuite à l'école de médecine Kōseikan  du domaine. À quatorze ans, sa mère meurt, et l'année suivante, c'est son frère Genki suivi quelques jours plus tard de son père. Seul survivant, Genzui devient le chef de famille et hérite des secrets médicaux familiaux. Il se rase ainsi la tête et prend le nom de Genzui. À 17 ans, ses résultats académiques lui valent une place au dortoir de la Kōseikan aux frais du domaine,.
En 1856, Nakamura Michitarō recommande Genzui pour aller étudier à Kyūshū. Durant son voyage, il visite des sites connus et rencontre des personnalités littéraires, tout en écrivant des poèmes qui seront plus tard compilés en volume. Alors qu'il se trouve à Kumamoto, le samouraï Miyabe Teizō (ja) l'encourage fortement à aller étudier auprès de Yoshida Shōin, comme l'a fait un ami de son frère. De retour à Hagi, il écrit à Shōin, et avec l'aide d'un ami de celui-ci, Tsuchiya Shōkai, il demande à venir étudier sous sa direction.
Dans sa lettre à Shōin, Genzui écrit : « Comme lors de la bataille de Kōan, les envoyés étrangers doivent être vaincus, dans ce cas, les Américains vont sûrement attaquer. Quand ils le feront, il nous sera probablement offert la chance de transformer la discipline désordonnée du samouraï en défense nationale vigoureuse. »

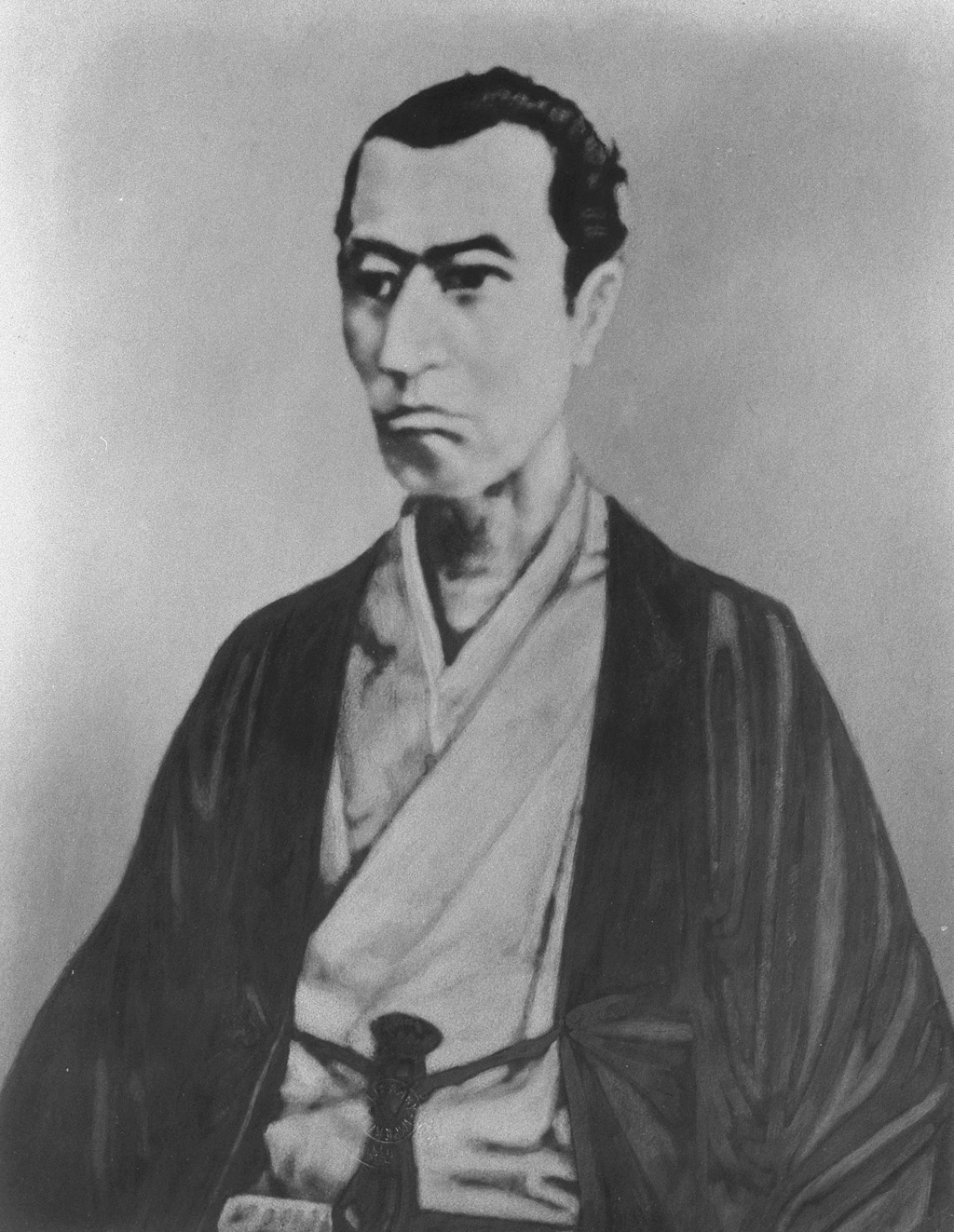
Yoshida Shōin, auprès duquel Genzui a étudié.